# 雲定興
雲定興（？—？），隋朝大将，原为当时的巧匠。
云定兴的女儿为隋文帝皇太子杨勇所遇而喜，后纳为昭训，生下三个儿子。云定兴因此能随便出入太子宫，得到许多财宝。独孤皇后因为不满杨勇宠爱云昭训等小妾，气死太子妃元氏，而十分讨厌云昭训，乃至对杨勇大为不满。
杨勇被废後，雲定興除名配于少府。隋炀帝立，立即将杨勇杀害。雲定興用从女儿那里得来的明珠络帐等宝物贿赂宇文述，与之结交为友，然后制作许多精美的衣物、兵器、甲仗等，由宇文述呈进，以奉承隋炀帝。以后宇文述对他说：“您有如此好的手艺，知道为什么不可能做官吗？那是因为您的几个外孙还活着啊。”云定兴回答道：“这些没用的东西，皇上就该把他们杀了！”隋炀帝很满意，于是在大业三年（公元607年）杨勇长子长宁王杨俨被鸩杀，杨俨七个弟弟被流配岭表，在途中也被追杀殆尽。云定兴被封为少府丞。
大业五年（公元609年），炀帝检阅军器库，称赞云定兴所监造的器甲精美，宇文述乘机进言：此皆云定兴之功。炀帝大悦，提升云定兴担任少府丞。
何稠死后，雲定興继任为少府少监，转卫尉少卿，迁左御卫将军，仍知少府事。大业十一年（615年），授左屯卫大将军，奉命援救在雁门关被突厥始毕可汗围困的隋炀帝，唐国公李渊的次子李世民，应募从军，隶属于云定兴手下，建议用疑兵之计，雲定興采纳，突厥军遂退。
唐高祖武德二年（公元619年），皇泰主杨侗禅位于郑王王世充。云定兴因为立了劝立之功，王世充封他做了太尉。
武德四年（公元621年），王世充被唐军所灭，云定兴入唐，任右武卫大将军，封归德公。生云师德、云师端两子（据《元和姓纂》）。

## 后裔
- 子：云师德，右威卫将军。
  - 孙：云弘善，驾部郎中。
  - 孙：云弘暕，主客郎中。
- 子：云师端，左武卫大将军，赠梁州都督、顺义郡公，谥曰壮。
  - 孙：云弘嗣（云弘胤），岐州刺史。云弘嗣在武则天天授二年（691年）九月乙亥被杀。史载此案由来俊臣鞫之，不问一款，先断其首，乃伪立案奏之。
  - 孙：云弘业，汝州刺史。
- 子：云师泰，唐朝议大夫、岱州都督府长史。
  - 孙：云昌，唐云麾将军、守右金吾卫大将军、兼少府监，陇西公。
    - 曾孙：云遂，唐朝议大夫、金州刺史。
      - 玄孙女：云氏，嫁亳州真源县令李某。
- 女：云昭训。

## 延伸阅读
[在维基数据编辑]
 《隋書·卷61》，出自魏徵《隋书》